# Quíscal de Cuba
El quíscal de Cuba (Ptiloxena atroviolacea) és una espècie d'ocell endèmica de l'Illa de Cuba, molt comuna. Pertany a la família Icteridae de l'ordre Passeriformes. És l'única espècie del gènere Ptiloxena Chapman, 1892.
Fa uns 27 cm de llarg i té un plomatge completament negre, amb una lleugera brillantor violeta a les parts superiors. L'única part del cos que no és negra és l'ull marró.